# Макдональд, Иван-Альфред Георгиевич
Иван-Альфред Георгиевич Макдональд (1850, Ново-Радомск — 29 июня 1906, Варшава (?)) — русский военный инженер морского ведомства, начальник строительства Либавского порта,  генерал-лейтенант.

## Биография
Родился в Ново-Радомске в Царстве Польском в семье с шотландскими корнями. Окончил 2-е Константиновское училище, из которого в 1872 году был выпущен подпоручиком в 10-й гренадерский Малороссийский генерал-фельдмаршала графа Румянцева-Задунайского полк. 
В 1875 году Макдональд успешно выдержал экзамен на сапёрного офицера, после чего был переведён в 1-й сапёрный батальон. Прослужив в сапёрном батальоне всего около года, Макдональд поступил в Николаевскую инженерную академию, которую окончил в 1878 году по 1-му разряду с переводом в военные инженеры. В том же году поступил на службу в Корпус инженеров и техников морской строительной части (инженерные войска морского министерства), где и служил в дальнейшем.
Первоначально Макдональд был назначен младшим строителем казённых зданий Николаевского порта. но уже в 1881 году был переведён в Кронштадт на должность старшего портового строителя, а в 1886 году был назначен на сходную должность в Санкт-Петербургский порт. В 1887—1890 годах Макдональд читал лекции по военно-морскому строительству в Николаевской инженерной академии, которую сам окончил.
В 1890 году Макдональд, на тот момент имевший чин полковника, был назначен начальником строительства Либавского военно-морского порта, который в 1894 году был переименован в порт императора Александра III. Строительство этого порта, и, в частности, внешних оградительных сооружений — мола и волноломов по оригинальному проекту, впечатлила современников скоростью и качеством построенного. К тому же, для порта была за несколько лет выстроена огромная инфраструктура: от искусственных бассейнов, канала с множеством пристаней, доков, фортов, артиллерийских батарей, до подъездных дорог, водопровода и целого комплекса разнообразных по назначению зданий. 
С 1884 по 1899 год Макдональд в общей сложности пять раз был официально командирован за границу для изучения опыта европейского портового строительства. С 1885 по 1888 год каждое лето осматривал на шхуне берега Финского залива в поисках места, которое подошло бы для закладки ещё одного военно-морского порта.
В январе 1900 года генерал Макдональд был командирован в Порт-Артур, где вошёл в состав совещательной комиссии по составлению проектов устройства порта и крепости. Однако, спустя некоторое время, Макдональд,  был вынужден взять отпуск по болезни, после чего выехал в Варшаву. В Варшаве генерал скончался в 1906 году. 
Согласно оценке Военной энциклопедии Сытина, Макдональд «при огромной эрудиции отличался большой работоспособностью, педантичной аккуратностью и твердым, решительным и настойчивым характером».